# Џејмс Ајвори
Џејмс Ајвори (Беркли, 7. јун 1928) амерички је сценариста, режисер и продуцент. У тиму са својим супругом Исмаилом Мерчантом и индијском сценаристкињом Рут Проуер Џабвалом, потписао је око тридесет остварења. 
Његови најпознатији филмови су Соба са погледом, Морис, Господин и госпођа Бриџ, Хауардов крај, Остаци дана и Скривена љубав (Зови ме својим именом), за који је после четири номинације добио Оскара за најбољи адаптирани сценарио. Ајвори је најстарији добитник Оскара, будући да је на додели 2018. имао 89. година. 
Познат је по свом елегантном стилу, и костимираним драмама, најчешће насталим адаптацијама књижевних дела.